# Franz Baron

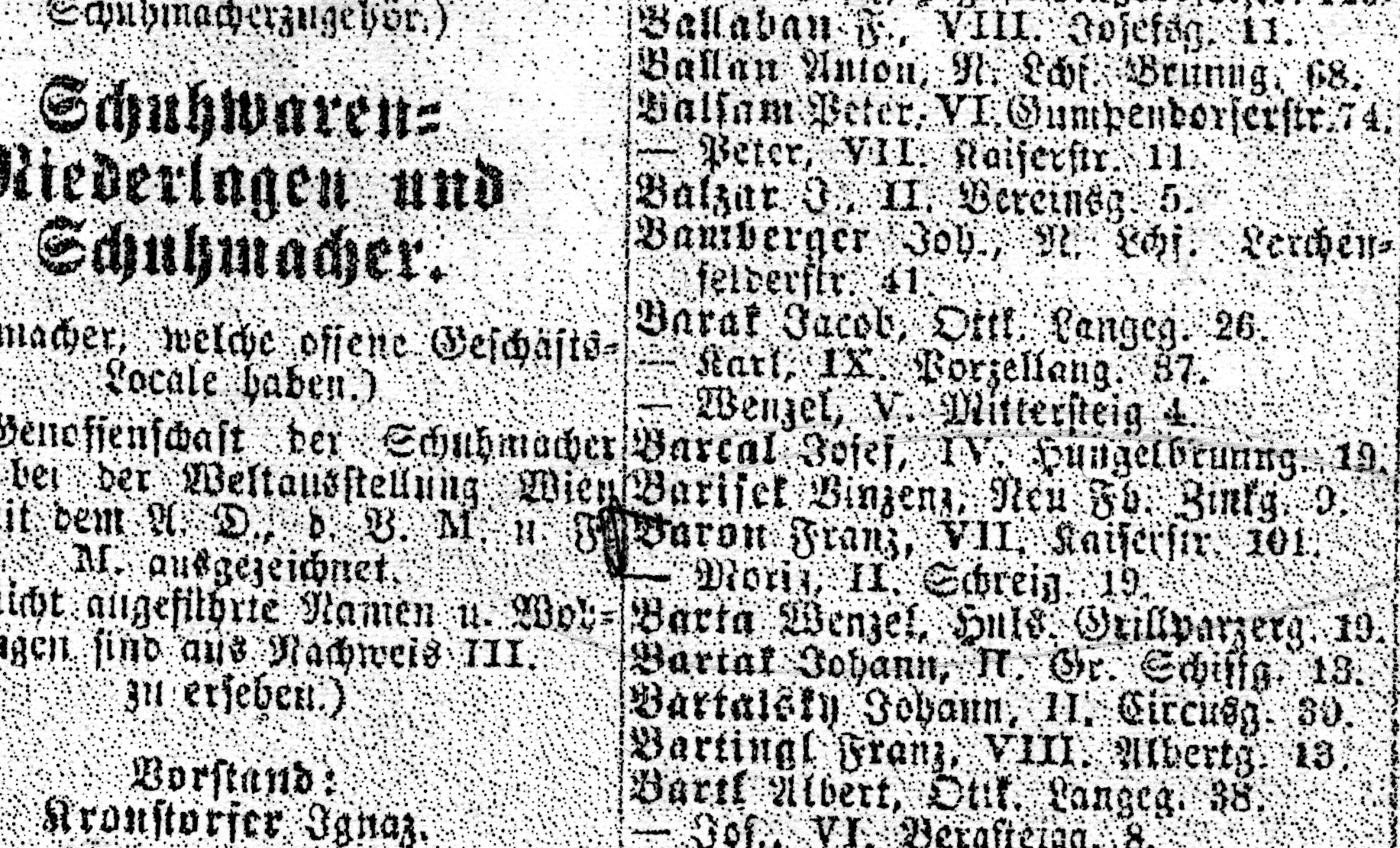
Auszug aus der Handwerksrolle der Stadt Wien, 1871

Franz Baron war ein im 19. Jahrhundert in Wien ansässiger Schuhmacher.
Die erste Niederlassung firmierte laut Handwerksrolle der Stadt Wien von 1871 in der Kaiserstraße 101. Die Manufaktur wurde über die Grenzen der Stadt durch ihre für die damalige Zeit sehr modernen Leisten bekannt. Die Franz Baron Schuhe unterschieden sich durch ihre schmalere und elegantere Form von den typischen Wiener Schuhen der damaligen Zeit. Dadurch galten die Schuhe als sehr schicklich in den Kreisen der progressiven Wiener Oberschicht.
Zu ihren Fans soll auch der auf Jagdschloss Mayerling tragisch ums Leben gekommene Kronprinz Rudolf gehört haben. Zu den Lederzulieferern gehörte die für ihre Qualität mehrfach ausgezeichnete Firma Carl Budischowsky aus dem böhmischen Třebíč.
Während die Firma Budischowsky die Weltwirtschaftskrise nicht überstand und 1935 ihren Betrieb einstellte, wurden bei Franz Baron bis 2015 genähte Herrenschuhe des obersten Preissegments hergestellt.